# Carine Ngarlemdana
Carine Ngarlemdana (geb. 13. November 1994 in N’Djamena) ist eine tschadische Judoka. Sie trat bei den Olympischen Sommerspielen 2012 in London an.

## Leben

### Jugend
Carine Ngarlemdana wurde am 13. November 1994 in N’Djamena geboren. Sie war die jüngste von vier Kindern und ging an die Heredity High School. Ihr Vater war Sportlehrer und begann schon mit dem Training für Ngarlemdana als diese erst fünf Jahre alt war.

## Judokarriere
Im Alter von 12 Jahren gewann sie eine Bronzemedaille bei einem nationalen Wettkampf in N’Djamena.
Sie begann ihre Vorbereitung auf die Olympischen Sommerspiele 2012 in London, indem sie ab März 2011 mit einem Stipendium an das International Center of African Judo in Algier, Algerien, ging, um dort für die folgenden 20 Monate zu trainieren. Sie war neben Hinikissia Albertine Ndikert und Haroun Abderrahim eines von drei Mitgliedern des tschadischen Teams. Abderrahim schaffte jedoch nicht die Qualifikation, so dass Ngarlemdana und Ndikert das Team bildeten, eines von nur zwei rein weiblichen Teams bei den Spielen 2012. Ngarlemdana war auch die Fahnenträgerin bei der Eröffnungszeremonie.
Im Mittelgewicht traf sie in der ersten Runde auf die britische Judoka Sally Conway. Sie verlor mit einem Ippon nachdem sie von Conway mit einem wazaari getroffen worden war.
Ngarlemna gewann ein internationales Turnier auf Vereinsebene, das 2016 in Cergy, Paris, Frankreich stattfand. Dafür war sie für sechs Monate nach Paris gegangen.